# Letzttür
Die Letzttür ist eine erst- bzw. letztbegehbare Tür im Wirkungsbereich einer Gefahrenmeldeanlage, die als einzige zum Verlassen und Scharfschalten bzw. zum Unscharfschalten und Betreten des Sicherungsbereiches benutzt werden kann. Um die Zwangsläufigkeit der Bedienung herzustellen, muss die Letzttür mit den entsprechenden Überwachungsbauteilen sowie elektromechanisch sperrender Schalteinrichtung ausgestattet sein.